# Ágios Nikólaos (Paraloggí, Arcadie)
Ágios Nikólaos (grec moderne : Άγιος Νικόλαος) est une localité située dans le dème de Gortynie, dans le district régional d'Arcadie, dans la périphérie du Péloponnèse, en Grèce.
Selon le recensement de 2021, elle compte 34 habitants.